# スタンドオフ (映画)
『スタンドオフ』（原題:Standoff）は2016年に公開されたカナダのアクション映画である。監督はアダム・アレッカ、主演はローレンス・フィッシュバーンが務めた。本作はアレッカの映画監督デビュー作でもある。

## ストーリー
ある少女（バード）が墓参りをしていたところ、偶然にも殺し屋が殺人を行う場面を目撃し、それを写真に収めた。カメラの存在に気がついた殺し屋はバードも始末しようとしたが、バードは何とか森の中に逃げ込むことができた。住宅を見つけたバードは家主（カーター）に助けを求めたが、ほどなくして、殺し屋も住宅に押し入ってきた。カーターと殺し屋は階段を挟んで睨み合いを続けた。戦いの最中に電球が壊れたため、カーターはバードに「替えの電球をこっそり取ってきてほしい。そのついでに、証拠のフィルムもトイレのタンクに隠してこい」と指示した。
バードが立ち去った後、カーターはふと息子のことを思い出していた。カーターが農具を片付けなかったばかりに、息子はそれに刺さって死んでしまったのである。その頃、殺し屋は部屋の中を物色しており、軍服を着たカーターの写真やカーターが妻から受け取った手紙―息子が死んだのはカーターのせいだと詰る手紙―に目を留めていた。命を惜しんでいない人間を敵に回したことを知り、殺し屋は渋い顔をした。しばらくして、日が傾き始め、部屋の中が暗くなってきた。カーターは「バードを守りながら戦うのは不可能だ。バードを家の外に逃がす方法はないものか」と考えを巡らせた。
その頃、保安官が墓地に放置されていた不審な車を発見し、周辺の捜索を開始していた。カーターの家から銃声が聞こえたため、保安官が中をチェックしようとしたところ、殺し屋がドア越しに彼を銃撃した。その銃声を聞いたバードは怯えきり、カーターから離れようとしなくなってしまった。その後、殺し屋は保安官を人質にカーターに交渉を持ちかけたが、不首尾に終わったため保安官を殺害した。
またしても膠着状態に陥ったが、しびれを切らしたカーターは殺し屋との決着を付けるべく行動を開始した。

## キャスト
- 殺し屋：ローレンス・フィッシュバーン
- カーター・グリーン：トーマス・ジェーン
- イザベル（バード）：エラ・バレンタイン
- ジェリー・ベイカー：ジム・ワトソン
- マーラ・グリーン：ジョアンナ・ダグラス
- ロジャー：ジョン・テンチ
- 未亡人：ローラ・デ・カートレット
- 司祭：テッド・アザートン
- サム・グリーン：J・J・ディミシェル

## 製作・マーケティング
2014年5月1日、トーマス・ジェーンが本作に出演するとの報道があった。2015年10月6日、サバン・フィルムズが本作の全米配給権を獲得したと報じられた。29日、本作のオフィシャル・トレイラーが公開された。

## 評価
本作に対する批評家からの評価は平凡なものに留まっている。映画批評集積サイトのRotten Tomatoesには16件のレビューがあり、批評家支持率は56%、平均点は10点満点で5.7点となっている。また、Metacriticには5件のレビューがあり、加重平均値は36/100となっている。